# José Ferrer Adell
José Ferrer Adell, řeholním jménem Joaquin z Albocáceru (23. dubna 1879, Albocácer – 30. srpna 1936, Villafamés) byl španělský římskokatolický kněz, řeholník Řádu menších bratří kapucínů a mučedník. Katolická církev ho uctívá jako blahoslaveného.

## Život
Narodil se 23. dubna 1879 v Albocáceru jako jediné dítě Josého Ferrera a Antonie roz. Adell. Pokřtěn byl ve stejný den narození.
Navštěvoval serafínský seminář a 1. ledna 1896 vstoupil do kapucínského řádu v Massamagrellu a přijal hábit. O dva dny později složil své časné sliby. Studoval filosofii v Totaně a teologii v Orihuele. Dne 19. prosince 1903 byl vysvěcen na kněze.
Roku 1913 byl poslán jako misionář do Kolumbie, kde se roku 1925 stal představeným kustodie v Bogotě. Poté se vrátil do Španělska a stal se ředitelem serafínského semináře v Massamagrellu. Jako ředitel se snažil svým žákům vštípit misionářského ducha. Podle svědků byl neúnavný ve své práci a hovořil mile. Založil eucharistický časopis Vita eucaristica.
Po vypuknutí Španělské občanské války a počátku pronásledování katolické církve roku 1936 zachránil nejprve seminaristy. Sám se uchýlil do Rafelbuñolu. Zde byl 30. srpna zajat milicionáři a odvezen do Albocáceru. V deset hodin ráno byl předveden před předsedu výboru Rafelbuñolu a ve čtyři odpoledne na 4 km mezi Puebla-Tornesa a Villafamés zastřelen. Pohřben byl na hřbitově ve Villafamésu. Jeho ostatky se nepodařilo identifikovat.

## Proces svatořečení
Dne 17. prosince 1957 byl ve valencijské arcidiecézi zahájen jeho proces blahořečení. Do procesu bylo zařazeno také dalších jedenáct kapucínů, pět klarisek-kapucínek a jedna bosá augustiniánka.
Dne 20. prosince 1999 uznal papež Jan Pavel II. jejich mučednictví. Blahořečeni byli 11. března 2001.